# Complexe du Temple de la Croix

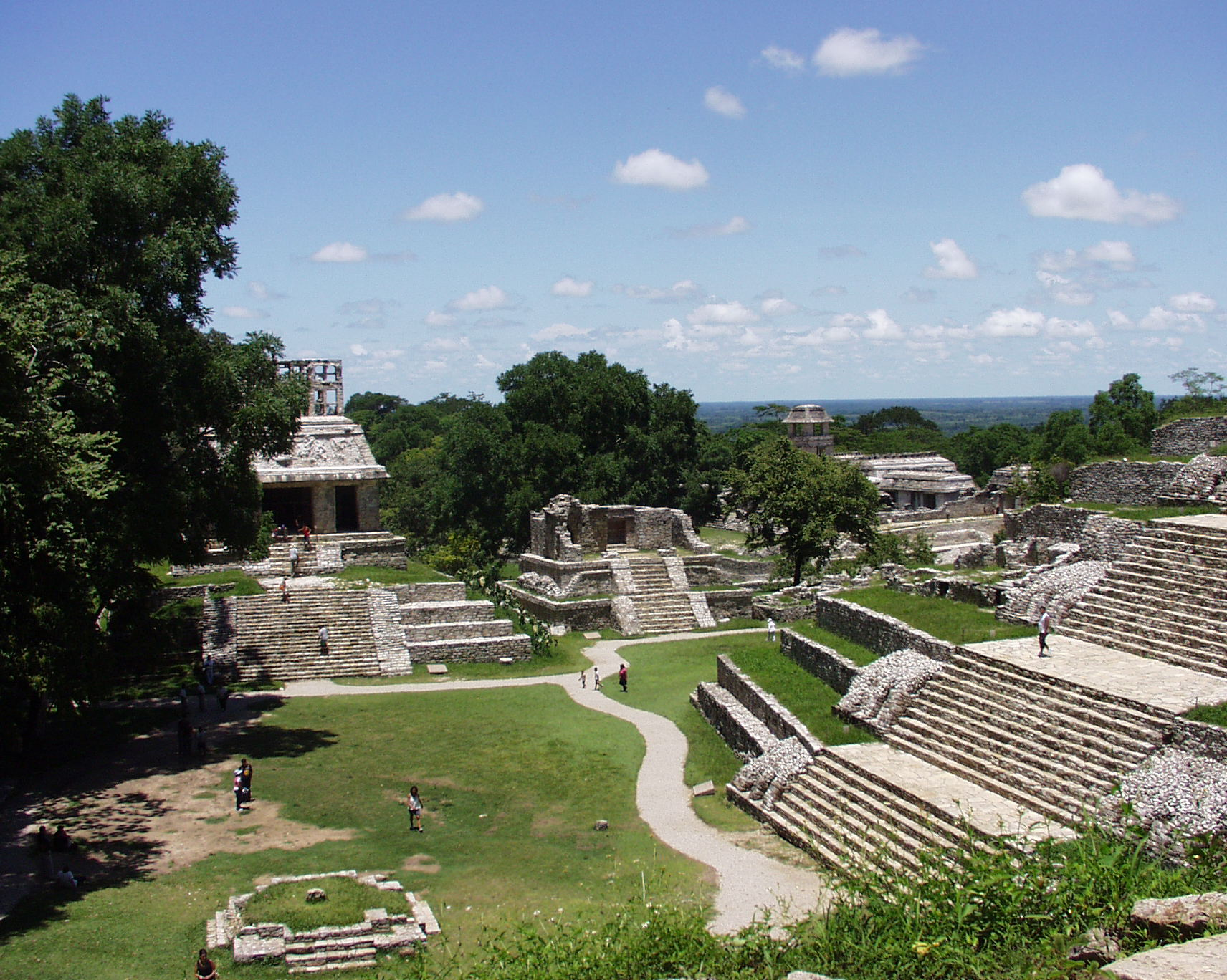
Le complexe du Temple de la Croix

Le complexe du Temple de la Croix est un ensemble de temples sur le site maya de Palenque dans l'État du Chiapas au Mexique. Il est situé dans l'angle sud-est de cette zone, il se compose de trois structures principales, le temple de la Croix, le temple du Soleil et le temple de la Croix feuillue. Le temple de la Croix est le plus grand et le plus important, c'est une pyramide à degrés dont l'intérieur est orné de bas-reliefs. Il a été construit pour commémorer l'accession au trône de Chan Bahlum II sur le trône après la mort de Pacal le Grand. Les sculptures en bas-relief montrent Chan Bahlum recevant le grand cadeau de son prédécesseur. La représentation de  la croix que l'on trouve dans le complexe fait allusion aux noms donnés aux temples, mais en réalité la croix est une représentation de l'Arbre du Monde qui se trouve au centre du monde selon la mythologie maya.

## Histoire

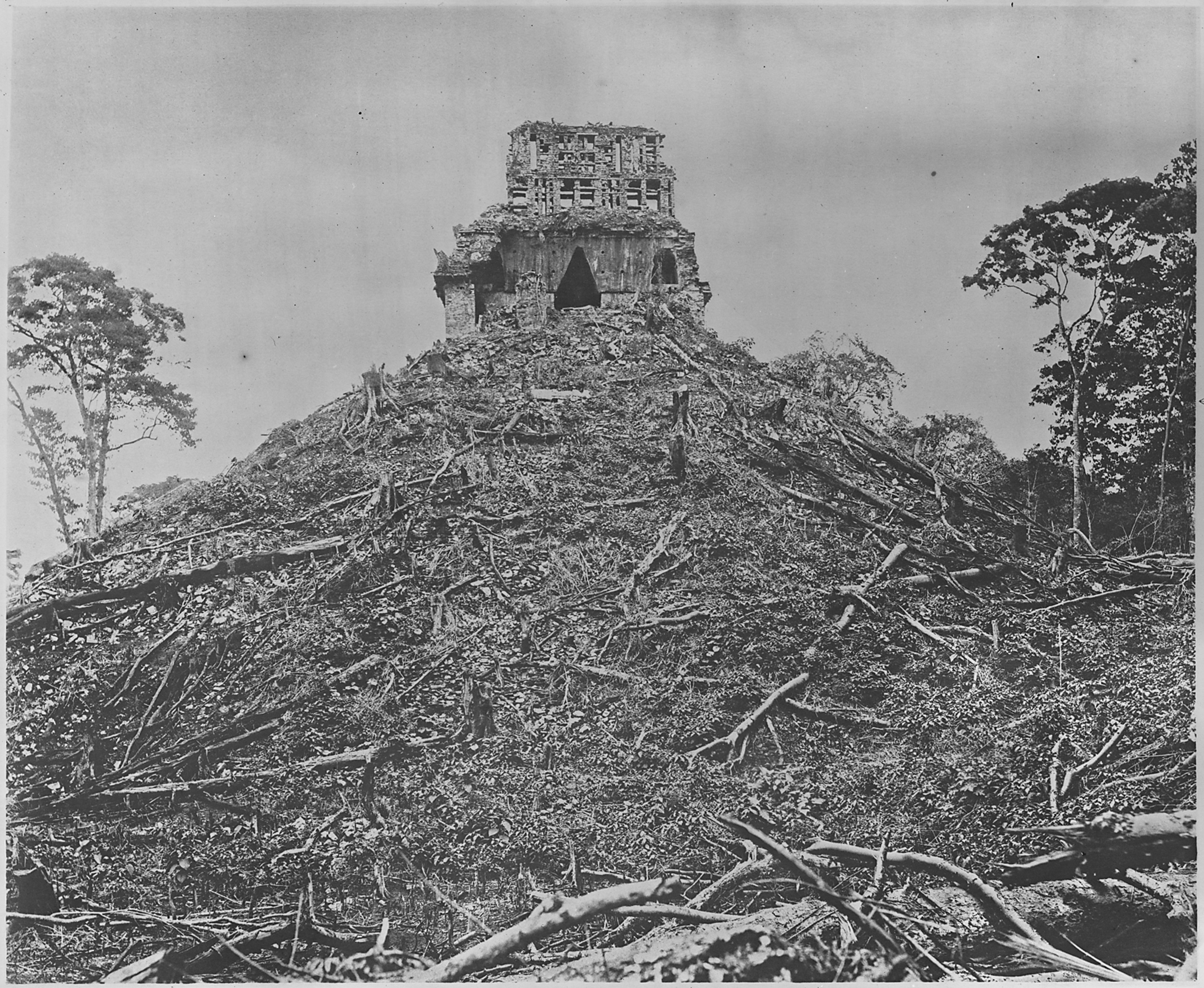
Temple de la Croix pendant les premières étapes des fouilles.

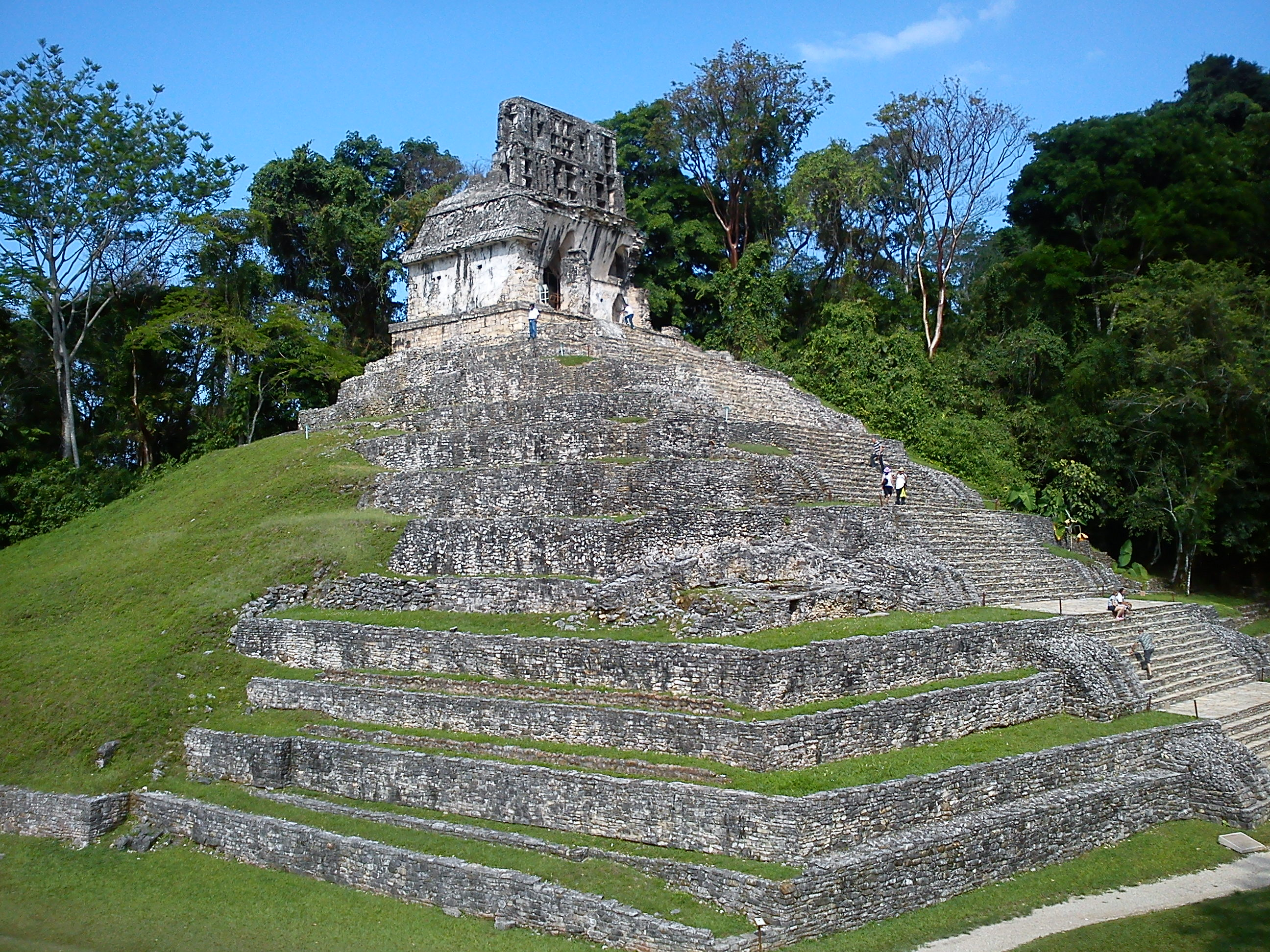
Temple de la Croix

C’est Kan-Bahlum qui a régné entre 684 et 702, qui a fait construire le complexe du temple de la Croix. Le temple avait plusieurs buts dont celui d'abriter les panneaux relatant l'histoire ancestrale de Kan-Bahlum, son accession au trône et l'origine divine de sa lignée. Dans les sanctuaires des temples, on trouve des tablettes de pierre gravées, une tablette pour chaque tour, qui contiennent des informations hiéroglyphiques sur la fonction de chaque temple. Elles contiennent également des informations sur la triade des dieux de Palenque (GI, GII et GIII) et leur droit à la direction.

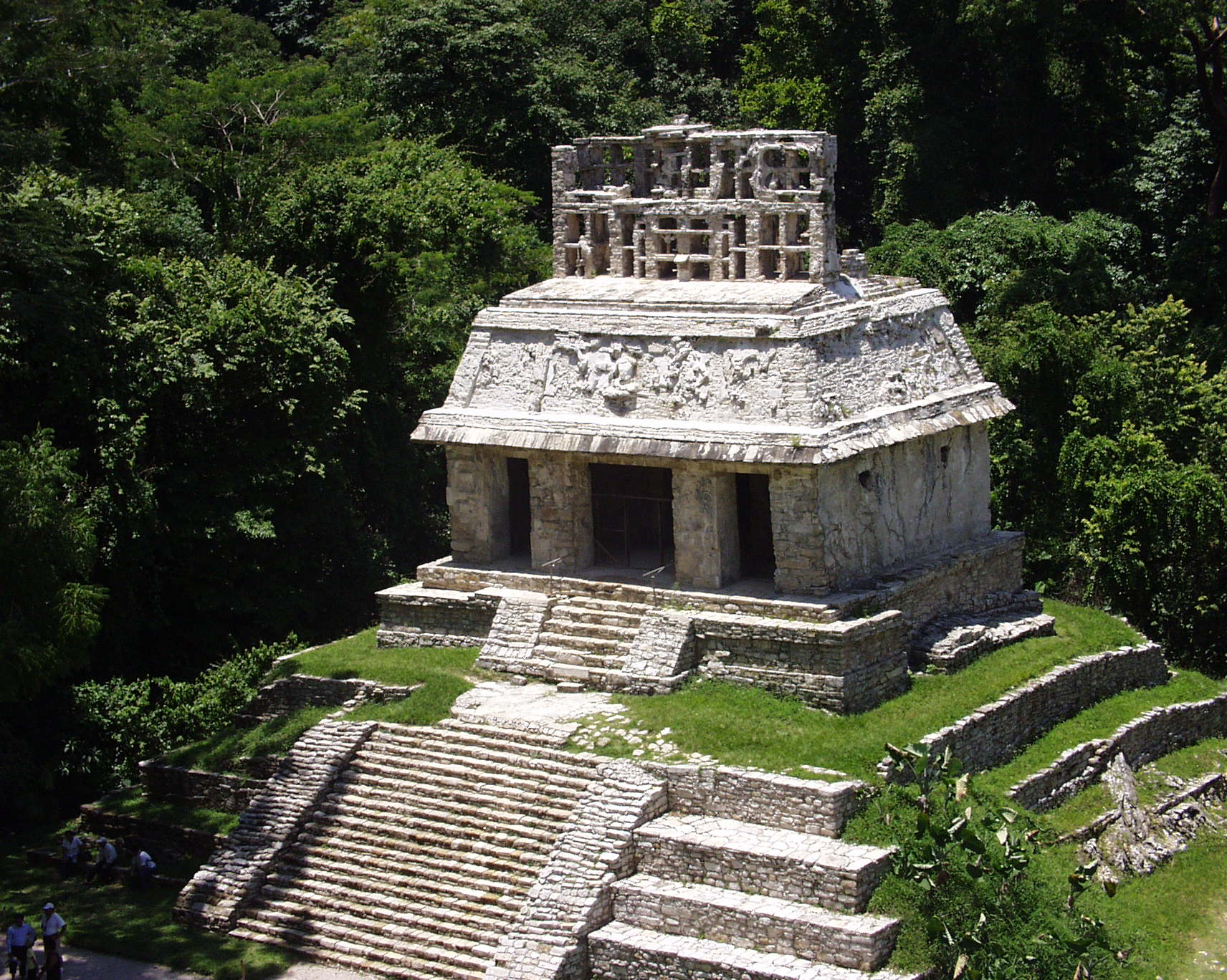
Temple du Soleil

Les pyramides du complexe de Cross ont été construites au cours de la période classique tardive de la chronologie mésoaméricaine, selon les traditions architecturales mésoaméricaines générales. Elles s'appuient sur des pierres sculptées complexes pour réaliser le spectaculaire escalier. Ces trois temples sont les seules structures du royaume maya qui jouent le rôle d'un codex maya (livre en papier d'écorce) en trois parties. Dans les temples, l'histoire réelle et l'histoire mythique sont consignées. L’histoire enregistrée est cohérente ; en vous déplaçant de temple en temple, vous pouvez lire l'histoire comme s'il s'agissait d'un livre.
Les archéologues ont pu prouver que le site a été attaqué par Calakmul en 599 et 611. Ces agressions ont pu inspirer l’élan des constructions initiées par Pacal et poursuivie par son fils, K'inich Kan Bahlam, et son petit-fils, Akul Mo' Naab. Après l'attaque du site par Toniná, la construction de bâtiments élaborés et complexes s'est arrêtée vers 800, et la population de ce lieu a diminué,.

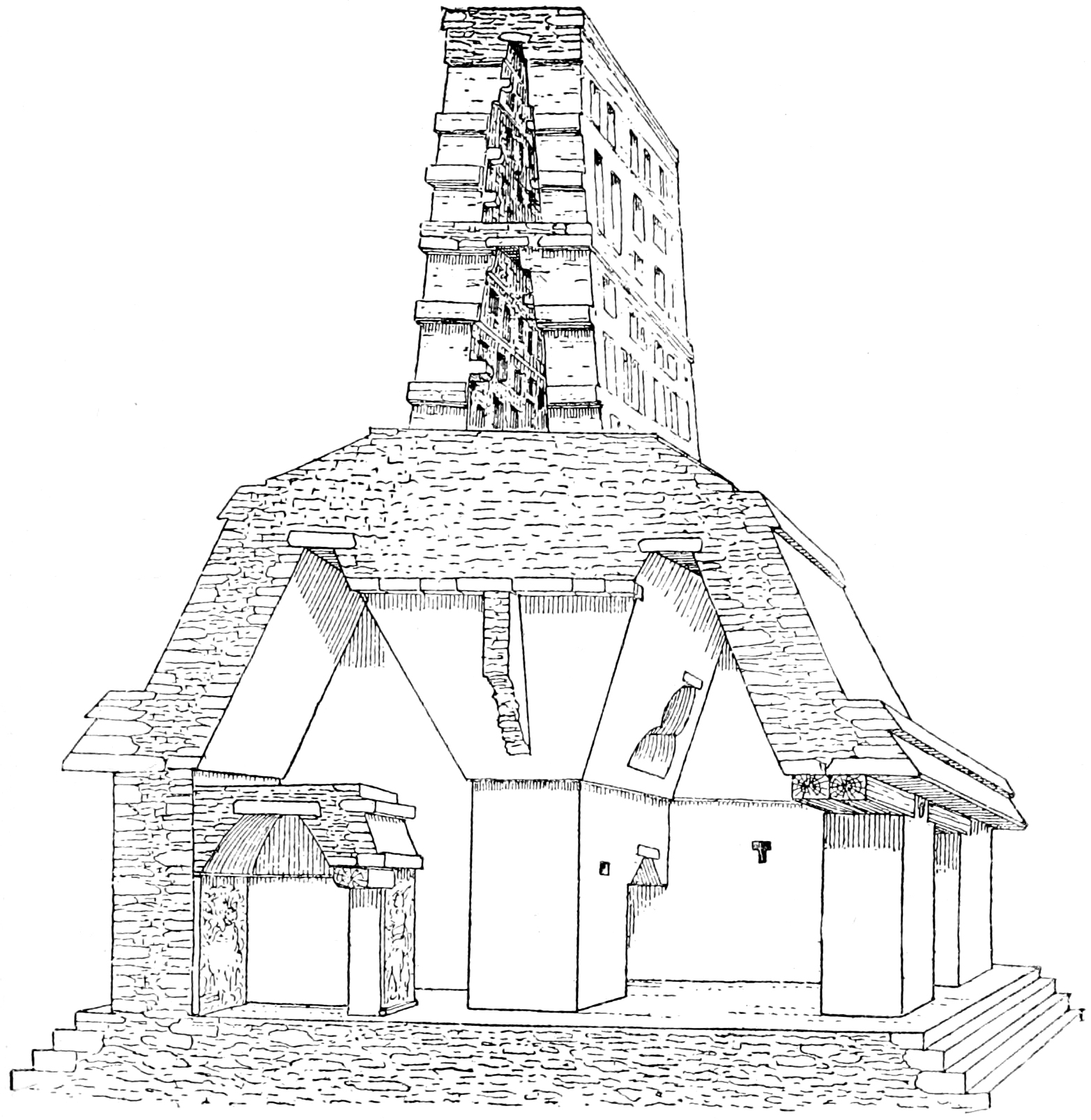
Temple de la Croix

À l'arrivée des Espagnols au XVIe siècle, Palenque avait été abandonnée et oubliée par les Mayas de la région. En 1567, le père Pedro Lorenzo de la Nada ffut le premier Européen à étudier et à publier une description des ruines qu'il nomma Palenque. Le père Pedro Lorenzo de la Nada explorait les environs de la rivièreUsumacinta lorsqu'il découvrit par hasard les temples et les places en pierre.
Ce n'est qu'en 1940 que les fouilles, l'entretien et la restauration du complexe de la Croix ont commencé. Le financement des travaux a augmenté après la découverte en 1952 de la tombe de Pacal le Grand dans le temple des inscriptions  par l'archéologue mexicain Alberto Ruz Lhuillier. Depuis cette découverte, le site est devenu l'un des sites archéologiques les plus étudiés des Amériques. L'archéologue Jorge Acosta a étendu les fouilles et la conservation du complexe de la Croix de 1967 à 1974. Le projet Palenque, dirigé par l'archéologue Arnoldo González Cruz en 1989, a lancé de vastes projets de recherche, de restauration et de conservation sur le complexe de la Croix. En 1993, les archéologues ont trouvé une offrande contenant plus de 100 encensoirs dans le temple de la Croix.

## Structure

Disposition du Temple de la Croix : C-Cross, F-Foliated Cross, S-Sun

Le site du complexe du Temple de la Croix est situé au pied de la montagne Yehmal K'uk' Lakam Witz, « la grande montagne du Quetzal descendant ». Yehmal K'uk' Lakam Witz était une montagne sacrée des Mayas en raison des nombreuses sources naturelles qui alimentent en eau douce la rivière Otulum, la principale source d'eau de la ville.

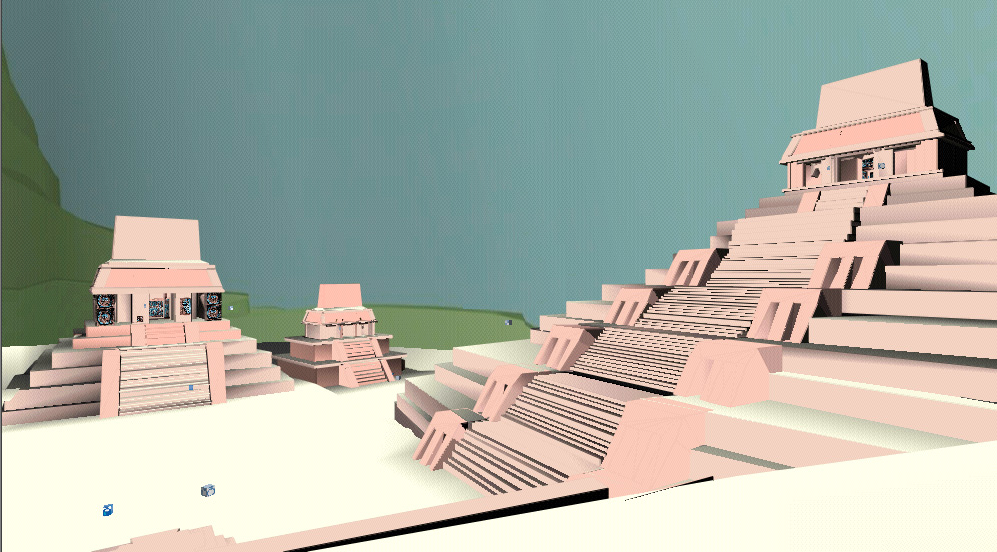
Temple du Soleil (à gauche), Temple XIV (au centre) et Temple de la Croix (à droite)

Les pyramides du complexe du temple de la Croix sont bâties en pierre calcaire que l’on trouve dans toute la région. Selon des témoignages du XVIe siècle, les temples de pierre étaient recouverts de stuc et décorés de peinture bleue et rouge. Les trois temples principaux qui composent ce complexe sont alignés de manière à former une croix.
Le temple de la Croix feuillue se trouve directement en face de la cour du temple du Soleil, et tous deux sont adjacents au temple de la Croix. Les temples XIV et XV sont plus petits et situés entre le temple du Soleil et le temple de la Croix. L'image au-dessus représente une reconstitution vue du temple de la Croix Feuillue, bien que le Temple XV soit absent cette illustration.

## Bas-reliefs
Temple de la Croix.

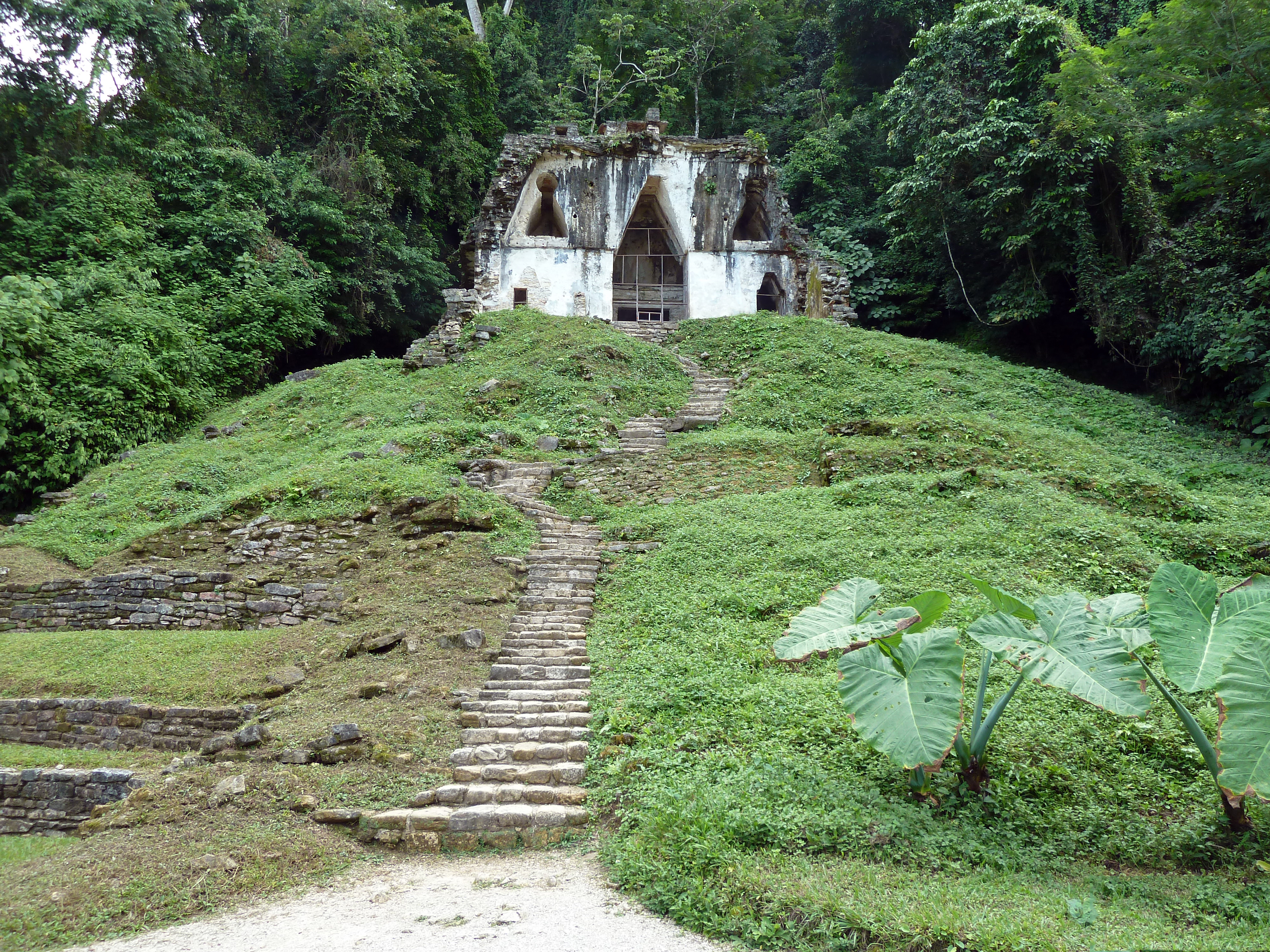
Temple de la Croix feuillue

Les bas-reliefs du temple de la Croix décrivent la montée de K'inich Kan Balam sur le trône de Palenque. Dans la chambre intérieure de ce temple, on trouve des bas-reliefs représentant deux personnages. A l'origine, les scientifiques pensaient que le petit personnage était K'inich Janaab' Pakal, le père de Kan Bahlum, et que le grand personnage était K'inich Kan B'ahlam lui-même. Aujourd'hui, avec une meilleure connaissance de l'iconographie et de l'épigraphie, on pense que les deux images représentent Kan Bahlum : l'une dans sa jeunesse lors du rituel de passage, et l'autre à l'âge adulte représentant son accession au trône. Entre ces figures se trouve le Ceiba, également connu sous le nom d'Arbre du Monde.
Représentant des chemins vers l'Autre Monde (Xibalba), chacun des trois temples est également dédié à un dieu de la triade de Palenque. Ces chemins vers l'Autre Monde étaient cruciaux pour le roi régnant, puisqu'il devait les emprunter pour ramener des cadeaux de vie et de prospérité à son peuple. Dans ce groupe de temples, le plus important est le temple de la Croix, associé au dieu GI, le premier né de la triade, également connu sous le nom de Hunahpu. D'aspect humain, il est plus fable que ses frères car il a une boucle d'oreille en coquillage, un œil carré et une nageoire de poisson sur la joue. On sait qu'il porte le monstre quadripartite en guise de coiffe et qu'il est également associé à ce que l'on appelle l'oiseau d'eau. Il convient de rappeler que Kan-bahlum a vécu et régné avant tous les dieux de la triade et qu'il a construit ces temples afin que les dieux de la triade puissent y apposer leur marque.